# 杰米多夫农村居民点
杰米多夫农村居民点（俄语：Демидовское сельское поселение）是俄罗斯联邦伏尔加格勒州贝科沃区所属的一个农村居民点。其下辖有2个居民点，行政中心为杰米多夫。据2016年统计，该农村居民点的人口为610人。